# Dymitr (Rađenović)
Dymitr, imię świeckie Savo Rađenović (ur. 12 listopada 1976 w Cetyni) – duchowny Serbskiego Kościoła Prawosławnego, od 2018 biskup zahumsko-hercegowiński i nadmorski.

## Życiorys
W 2003 złożył śluby zakonne w monasterze Tvrdoš. Rok później został wyświęcony na hierodiakona. Święcenia kapłańskie przyjął w 2005. Chirotonię biskupią otrzymał 23 września 2018.